# مسجد جينغشينغ
مسجد طريق جينغشينغ (بالصينية: 景星路清真寺) هو مسجد في مدينة يونغبو، شانغهاي، الصين. أنشئ في عام 1947.